# Grigorij Aleksandrovič Potemkin
Grigorij Aleksandrovič, knez Potemkin-Tavričeskij (ruski: Григорий Александрович Потёмкин, князь Потёмкин-Таврический) (24. rujna 1739. – 16. listopada 1791.) bio je ruski feldmaršal, državnik,  knez i miljenik Katarine II.
Njegovo ime ostat će trajno upamćeno po njegovom nastojanju da kolonizira novoosvojene i rijetko naseljene stepe južne Ukrajine, koje su pripale Rusiji nakon mirovnog Ugovora iz Kučuk - Kajnardžije 1792. Potemkin je osnovao gradove kao što su: Herson, Mykolajiv, Sevastopolj i Dnjipro. Njegovo prezime ostat će čuveno po terminu Potemkinova sela.

## Životopis
Grigorij, je dijete nižeg časnika Aleksandra Potemkina i Darije Skuratove, a daljni potomak moskovskog diplomata Pjotra Potemkina. Rođen u selu Čizovu u blizini Smolenska. Po završetku studija na Moskovskom sveučilištu, stupio je u konjičku gardu. Sudjelovao je u pobuni 1762. kojom ja zbačen Petar III. i ustoličena Katarina II. Velika. Unaprijeđen je u drugog poručnika carske garde. Katarini su bili potrebni pouzdani suradnici i ona je uočila Potemkinovu energiju i organizacijske sposobnosti.

## Ljubavnik Katerine Velike
Godine 1774. njihova veza je poprimila mnogo intimniji karakter. Potemkin je postao miljenik carice; primio je mnoga odlikovanja i ubrzo postavljen na brojne važne položaje. Tijekom narednih 17 godina, postao je najuticajniji čovjek u Rusiji. Potemkin je postao jako bogat, i često se razmetao svojim imetkom., i on je kao i carica Katarina II., bio slijedbenik ideja Prosvjetiteljstva. Zalagao se vjersku toleranciju i pružao zaštitu nacionalnim manjinama. Kao vrhovni zapovjednik Ruske vojske (od 1784. godine), zalagao se za puno humaniji odnos prema vojnicima, tražeći od časnika da se prema vojnicima odnose kao dobri očevi.
Po nekim povjesničarima,  knez Potemkin i carica Katarina II. tajno su se vjenčali 1775. u Vaznesenjskoj crkvi u Moskvi. Čak su imali i kćer, Jelisavetu Grigorjevnu, koja je imala prezime Tjomkin, a to je bilo skraćeno očevo prezime.
Na molbu Katarine II., austrijski car Josip II. proglasio je Potemkina 1776. princem Svetog rimskog carstva. Od 1775. ,caričinu milost zadobio je novi izabranik Zavadovski. Ali to nimalo nije utjecalo na vezu Potemkina i carice Katarine II., njihova veza postala je čisto prijateljska, ali njegov utjecaj na caricu nije nikada bio ozbiljnije poljuljan, ni tada ni kasnije, kad su došli noviji miljenici. Govorilo se i o tome da su se Katarina II. i Potemkin tajno vjenčali, baš u to vrijeme, ali to nikada nije potkrijepljeno ozbiljnim dokazima (ali ni osporeno). U svakom slučaju Potemkin je imao veliki utjecaj na caricu tijekom narednih 10 godina. 

## Guverner Nove Rusije
Potemkin je postigao impresivan uspeh u novoosvojenim ruskim, južnim provincijama, u kojim je bio apsolutni vladar. Pomagao je i Ruske i strane koloniste, osnovao je nekoliko novih gradova, i stvorio Crnomorsku flotu. Godine 1783. sproveo je plan za aneksiju Krima, za koji je nagrađen titulom Presvjetli knez Tavričeski, ili knez Tauride, po antičkom imenu Krima. Četiri godine kasnije organizirao je Katarinin dugo najavljivani put, s brojnom pratnjom, u nove južne provincije. To je ispao casus belli za Rusko-turski rat 1787. – 1792. Kao vojni rukovodioc Potemkin je bio jako oprezan,  a to mu nije donosilo popularnost.
Njegov sistem kolonizacije bio je izložen već za njegova vremena, brojnim kritikama, iako je davao brze i po mnogočemu sjajne rezultate. Arsenal u Hersonu ( koji se počeo graditi 1778.), luka Sevastopolju i nova flota od petnaestak linijskih brodova i dvadeset i pet manjih plovila, spomenici su njegova rada. On je pretjerivao u svemu, nije štedio ni ljude, ni novac, ni sebe samog u nastojanju da sprovede svoje planove kolonizacije do kraja. Slabost njegove metode bili su troškovi, o kojima on nije vodio računa, tako da se od gotovo tri četvrtine njegovih projekata odustalo na pola puta.
Godine 1790. vodio je ratne operacije na rijeci Dnjestru, nakon te ratne epizode vratio se u Sankt Peterburg 1791.,  i nastojao zadobiti caričinu milost ( namjesto njenog novog ljubavnika, princa Platona Zubova). Ostalo je zapamćno da je za 4 mjeseca potrošio 850 000 rubalja na velika slavlja i zabave u svojoj palači Taurida. Carica mu je povjerila delikatan državnički posao, izaslanika na mirovnim pregovorima s Otomanskim carstvom. Na putu za Jaši (gdje su se pregovori imali voditi) 5. listopada 1791.,  preminuo je na oko 60 kilometara od Jašija.
- Na ruskom se njegovo prezime izgovora Patjomkin, ali je u hrvatskom jeziku uvriježen oblik Potemkin.